# Reprezentacja Danii na Mistrzostwach Świata w Narciarstwie Klasycznym 2011
Reprezentacja Danii na Mistrzostwach Świata w Narciarstwie Klasycznym 2011 liczy 6 sportowców.

## Medale

### Złote medale
Brak

### Srebrne medale
Brak

### Brązowe medale
Brak

## Wyniki

### Biegi narciarskie mężczyzn
Bieg na 15 km
- Asger Fischer Mølgaard - 74. miejsce
- Kristian Wulff - 76. miejsce
- Jens Hulgaard - odpadł w kwalifikacjach
- Jonas Thor Olsen - odpadł w kwalifikacjach

Sprint
- Asger Fischer Mølgaard - odpadł w kwalifikacjach
- Lasse Hulgaard - odpadł w kwalifikacjach
- Kristian Wulff - odpadł w kwalifikacjach
- Jens Hulgaard - odpadł w kwalifikacjach

Bieg łączony na 30 km
- Kristian Wulff - nie ukończył
- Jonas Thor Olsen - nie ukończył

Sprint drużynowy
- Asger Fischer Mølgaard, Lasse Hulgaard - 24. miejsce

Sztafeta 4x10 km
- Asger Fischer Mølgaard, Lasse Hulgaard, Kristian Wulff, Jens Hulgaard - 17. miejsce

Bieg na 50 km
- Jonas Thor Olsen - 69. miejsce
- Asger Fischer Mølgaard - 70. miejsce
- Jens Hulgaard - 75. miejsce

### Biegi narciarskie kobiet
Sprint
- Niviaq Chemnitz Berthelsen - odpadła w kwalifikacjach

Bieg na 10 km
- Niviaq Chemnitz Berthelsen - 63. miejsce

Bieg na 30 km
- Niviaq Chemnitz Berthelsen - 49. miejsce